# Дермотт, Лоуренс
Лоуренс Дермотт (англ. Laurence Dermott) (1720—1791) — один из видных деятелей масонства. Великий секретарь Древней великой ложи Англии, автор книги конституций этой великой ложи, получившей название Ахиман Резон.

## Биография
Сведения о нём достаточно скупы, известно, что Дермотт родился в Ирландии, масоном стал в 1740 году. Он занимал различные офицерские должности, прежде чем был инсталлирован как досточтимый мастер ложи № 26 в Дублине 24 июня 1746 года. Через некоторое время он эмигрировал в Лондон в компании коллег художников, ибо он, как известно, работал как мастер-художник по двенадцать часов в день в Лондоне. Позднее он работал в качестве виноторговца и был женат на Элизабет Дермотт. Детей, судя по записям, у них не было. В разное время он жил в Олдгейте, Майл-Энд и Степни.

## В масонстве
Инициирован в 1740 году в Ирландии, досточтимый мастер с 24 июня 1746 года, ложи № 26 в Дублине. Великий секретарь Древней великой ложи Англии с 5 февраля 1752 по 1771 год. Заместитель великого мастера ДВЛА с 27 марта 1771 по 27 декабря 1777 года, и с 27 декабря 1783 по 27 декабря 1787 года.

## Ахиман Резон

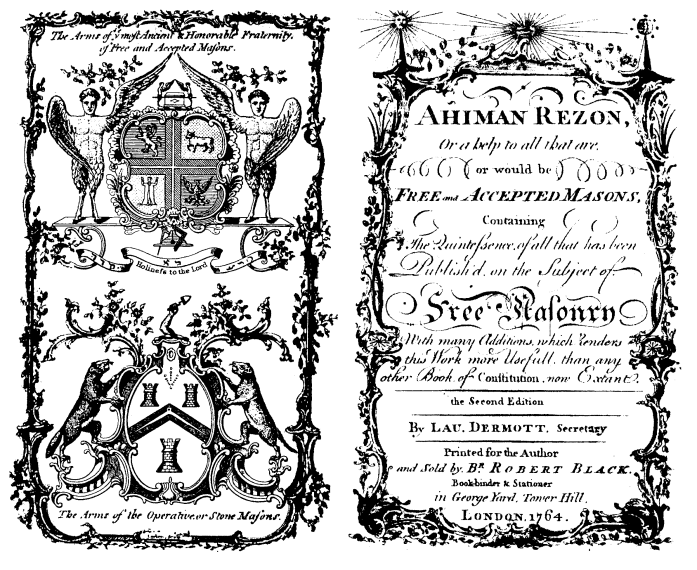
Ахиман Резон

Первое издание «Ахиман Резон» было опубликовано в 1756 году, второе в 1764 году, и последующие издания вышли в 1778, 1787, 1800, 1801, 1807, и 1813 годах. Второе издание было перепечатано в Филадельфии в 1855 году Леоном Хайнеманом. При объединении «Древних» и «Современных» в 1813 году, были опубликованы ещё восемь изданий. Оригинальное издание, написанное Дермоттом, содержит пародию на историю масонства описанную в «Конституции Андерсона», в которой Дермотт решает написать историю масонства по покупке всех предыдущих историй, а затем бросает их под стол. Затем он описывает встречу с легендарной четверкой («путниками из Иерусалима»), которые присутствовали на строительстве Храма Соломона, что было не менее двух тысяч лет, и чьи «воспоминания» были, возможно, утрачены. Эта сатира продолжает традиции несчастных масонов, которые организовали подобие шествий, и которая нарушается ежегодной процессией великой ложи. В сатире также указывается на камни, используемые в храмах, в том числе «сардин» и «берилл», которые явно не реальные драгоценные камни. Политические цели Дермотта в написании «Ахиман Резона» раскрывается в своей краткой истории известных лидеров древнего мира, таких как Тамерлан, сына пастуха, и на обложке которой показывает руки досточтимой компании масонов, а также тех из масонов, возможно, которые пытались повторно возродить масонство в его оперативных и ремесленнических корнях.